# Hypovoria cauta
Hypovoria cauta là một loài ruồi trong họ Tachinidae.